# Yorubareligie

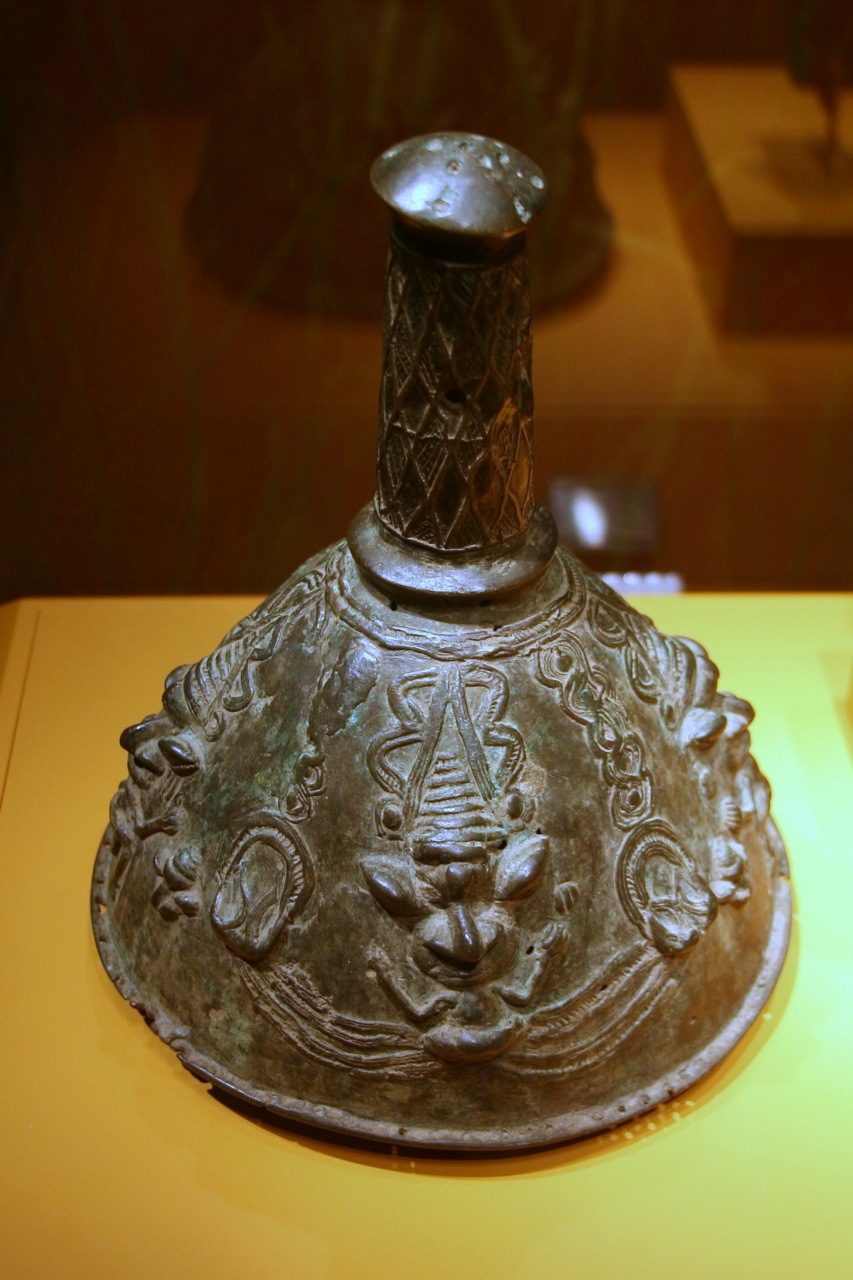
Kroon van de Yoruba met goden of voorouders

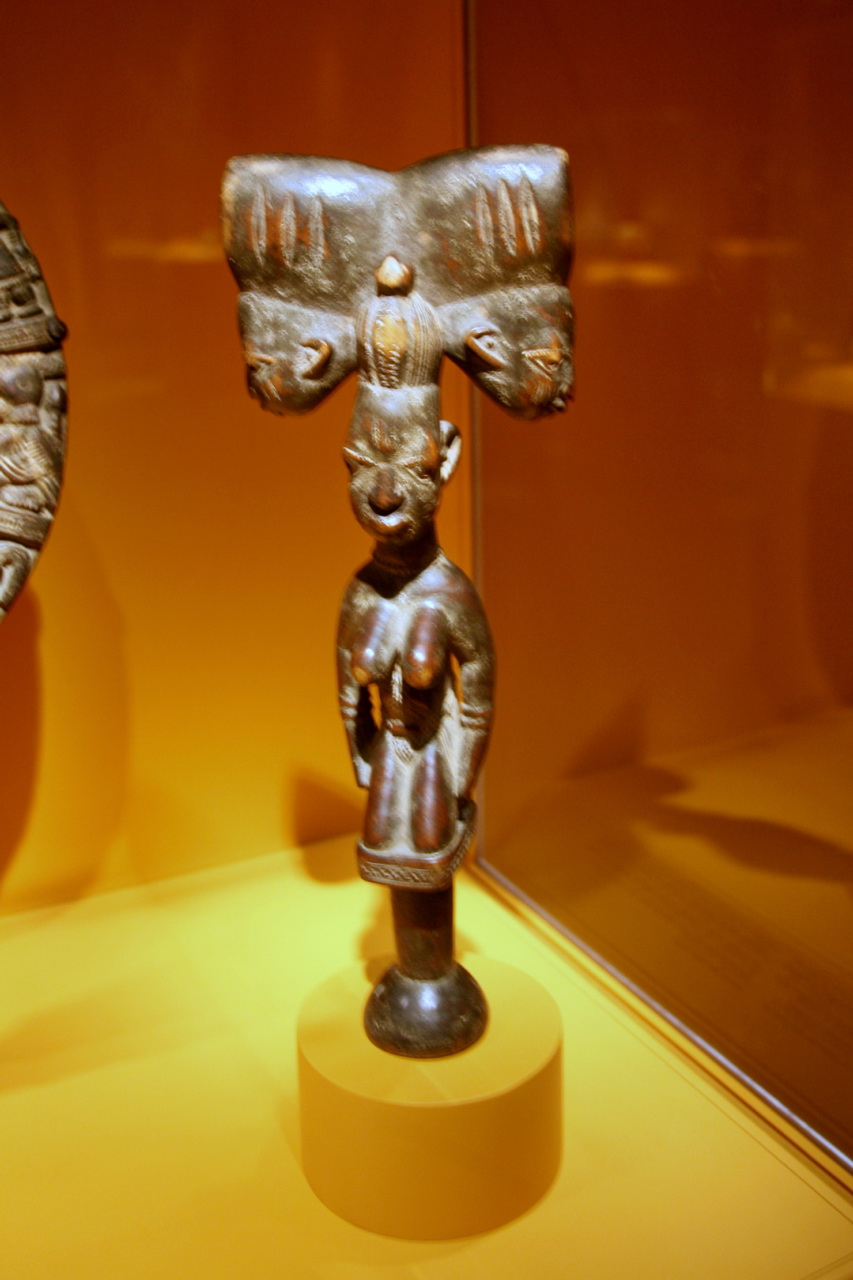
Sango staat voor onweer en rechtspraak

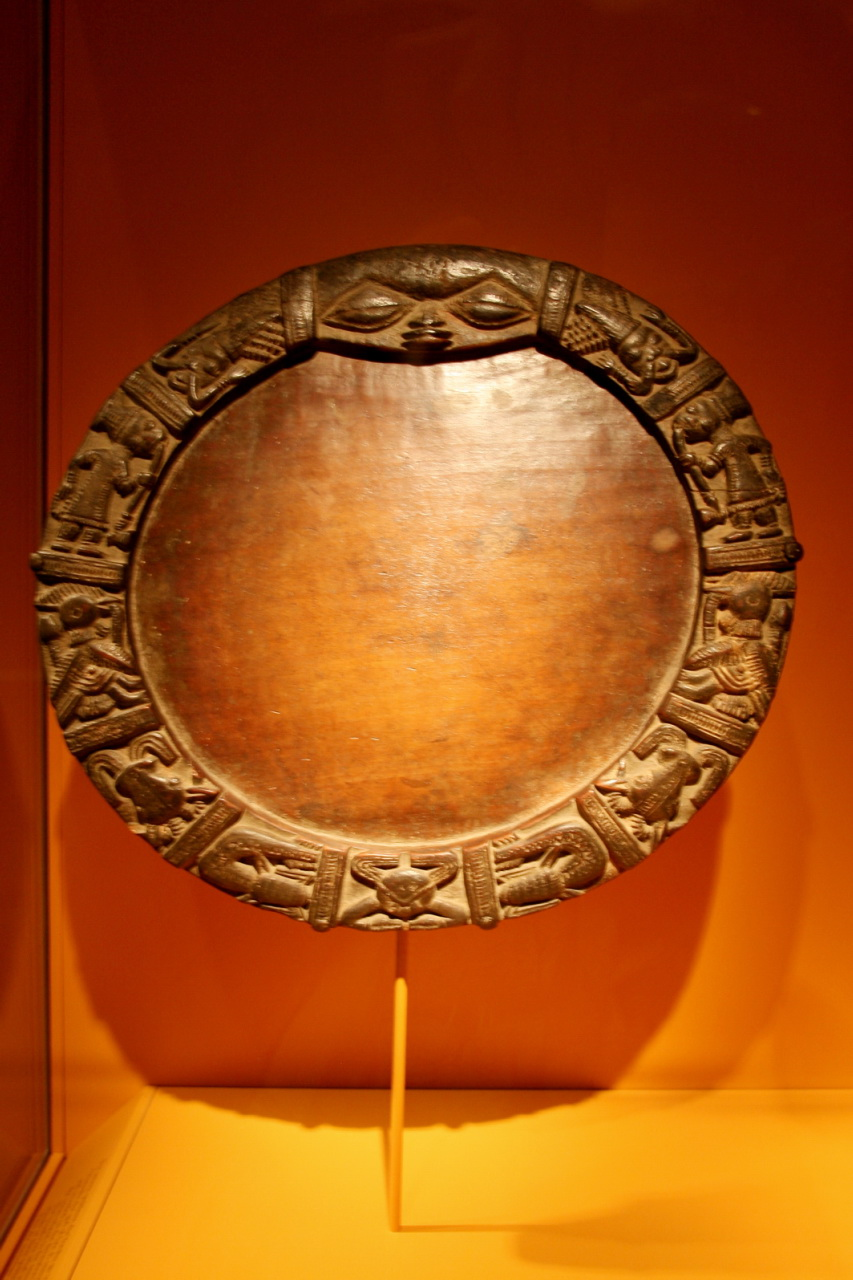
Ifa Orakel

De Yorubareligie is de oorspronkelijke religie van het Yorubavolk. Het heeft een centraal concept onder de naam Olodumare. Er zijn erediensten voor natuurkrachten, of geesten, die Orisha's worden genoemd.
De traditionele yoruba religie is een krachtige manier om inspiratie en energie op te doen van godheden, voorouders en andere wezens, zodat mensen vervulde levens kunnen leven.
De Ifa-religie van de Yoruba - of de 'Yoruba-religie' - is tegenwoordig een vermenging van Afrikaanse voorspellingsreligie en rooms-katholicisme, waarmee de Yoruba werden geconfronteerd toen ze naar de Caraiben kwamen. Soms wordt deze religie Afro-katholieke volksreligie genoemd. Deze mix van Afrikaanse en katholieke tradities betekende de opkomst van voodoo. In eerste instantie namen Afrikaanse slaven in de zeventiende eeuw de Yoruba-religie mee naar Amerika, maar het heeft standgehouden en het is nu door migratie en de media mondiaal geworteld. Caraibische immigranten bijvoorbeeld, namen hun Yoruba-religie na de Tweede Wereldoorlog mee naar de Verenigde Staten en het Verenigd Koninkrijk. De thema's voodoo en zombies in westerse films vinden deels hun oorsprong in Yoruba-ideeën.
In Afrika alleen zijn ongeveer 19 miljoen aanhangers van de Yoruba-religie. Samen met de Caraiben en Zuid-Amerika bedraagt het totaal circa 100 miljoen aanhangers. De Caraibische eilandnaties Haïti, Puerto Rico en de Dominicaanse Republiek zijn bekende voorbeelden van Yoruba/voodoo.

## Gedachtewereld
In de religie van de Yoruba is de god Olodumare het centrale concept. Hij wordt ook Olorun genoemd. Olodumare is een levenskracht die altijd al bestaan heeft, en alles geschapen heeft. Hij is de bron van de ase (àshe). Ase is de kracht om iets te laten gebeuren, bijvoorbeeld om iets te scheppen uit niets, iets in beweging te zetten, of om iets tot leven te laten komen.
Olodumare is vormloos, vaak als niet mannelijk of vrouwelijk beschouwd, wordt zelden afgebeeld, en heeft geen eredienst. Het communiceert dus niet direct met de wereld. Dit gebeurt via natuurkrachten, bemiddelende krachten of "geesten", die Orisha's heten (ook gespeld als Orisa of Orixa). In de visie van Europese missionarissen was Olodumare een hoogste "god" en waren de Orisha's lagere "goden". Iedere Orisha belichaamt een specifieke uitingsvorm van de net genoemde kracht ase: We zien ase terug in natuurlijke of culturele verschijnselen, zoals ziekte, landbouw, een regenboog of wijsheid. Ieder van die verschijnselen is geassocieerd met een van de Orisha's. Voor de vier net genoemde voorbeelden zijn dat respectievelijk Sopona, Orisha Oko, Osumare. 
Òrúnmìlà wordt vaak als Orisha beschreven in de Westerse bronnen, dit is echter incorrect. Òrúnmìlà was een belangrijk filosoof die veel wijsheid bezat, maar door vertaalfouten is men hem gaan zien als 'heilige' en werd hij als Orisha neergezet. Zoals in het volgende verhaal: Oduduwa was naar beneden gezonden om de aarde te scheppen en stichtte de stad Ile-Ife, de plaats waar volgens de Yoruba-mythologie de aarde was geschapen. De andere orisha's, 'luchtgoden', daalden uit de lucht neer om Ile-Ife beter te bekijken. Orunmila was een van hen. Hij leerde de mensen waarzeggen en stichtte de stad Benin.

## De Orisha's
Omdat je met Olodumare niet in contact kan treden, is de eredienst in de Yorubareligie gericht op de Orisha's als schakel tussen mensheid en god. Hiervoor worden altaren en tempels opgericht, en hieraan worden offers gebracht. Er is een hele mythologie omtrent de Orisha's.
De Orisha's zijn 'de goden die uit de hemel kwamen om de aarde te bevolken - en daar bleven om grote rijken te stichten, zoals de West-Afrikaanse stadstaten met hun verfijnde kunst'. Mythen over deze goden, die uit de hemel kwamen bestaan aan beide zijden van het continent, ook in het oosten in het veehoudersrijk Buganda. 'De Yoruba in zuidwestelijk Nigeria kunnen bogen op een van de rijkste artistieke tradities van Afrika (..) het volk [heeft] ook een lange stedelijke geschiedenis.' De stadstaten Ile-Ife, Oyo, Ijebu, Ilorin en Ibadan zijn het bekendst. Yoruba woonden ook in de grote stad Benin van de naburige Edo. De Yoruba behoorden van oudsher tot de meest bedreven handwerkslieden op het continent. Nadat Oduduwa Ile-Ife stichtte en de luchtgoden zagen dat zijn werk van waarde was, daalden de andere orisha's uit de lucht neer om het nader te bekijken. Een van hen was Orunmila, die de mensen waarzeggerij leerde en de stad Benin stichtte. 
Er zijn veel regionale verschillen tussen de verhalen. Met de mythes hebben de Orisha's karakters toegekend gekregen. Deze karakters hoeven niet alleen goede kanten te hebben: Het zijn geen mensen, en ze hoeven zich niet aan een moraal te houden. Obatala, de creativiteit, is nogal eens dronken, en Eshu is een intrigant.
Orisha's waar bij de Yoruba vaak sprake van is, zijn, behalve de bovengenoemde:
- Obatala. Staat voor creativiteit en is boodschapper van Olodumare
- Sango. Staat voor onweer en rechtspraak.
- Ogun. Staat voor gereedschappen, wapens en oorlog.
- Eshu. (Legba) Boodschapper en bedrieger. Hij kent ase toe, wordt geassocieerd met kruisingen van wegen, en bedrog. Missionarissen maakten hier de "duivel" van.
- Oduduwa. Oduduwa is de mythische eerste koning van de Yoruba. Hij is dan een assistent van Obatala. In andere mythen is Oduduwa een vrouwelijke kracht, geassocieerd met de aarde.
- Ifa is een Orisha die de toekomst voorspelt. Het Ifa-Orakel is internationaal een van de bekendste aspecten van de Yorubareligie.
- Osanyin. Is de Orisha van de kruidengeneeskunde.
- Yemoja. Staat voor water en moederschap.
- Oya. De wervelwind, is de vrouw van Sango.

Net als Oduduwa de eerste koning van de Yoruba is, worden sommige andere Orisha's geassocieerd met historische of mythische personages. Zo maakten Yoruba politici gebruik van de religie door oude koningen of helden tot Orisha te verheffen: Sango is ook de vierde koning van de Yoruba.
Olodumare heeft meerdere benamingen. Ze geven allemaal aan dat hij het middelpunt van de religie is. Olorun betekent "Heer van de lucht". Olodumare betekent "de Eeuwige". Een andere naam is Alase, de "Bron van de ase".

## Verspreiding
Er zijn geen zendelingen in de religie van de Yoruba. De religie heeft zich alleen verspreid door de Europese handel in Afrikaanse slaven, waardoor hij meekwam naar Noord- en Zuid-Amerika. Het principe van de religie is daar in een aantal landen, als Brazilië (Candomblé, Umbanda), Suriname (Winti) en Cuba (Santería), in gemeenschappen van nakomelingen van de ontvoerde slaven in stand gebleven, al is het sterk vermengd met andere Afrikaanse of Europese religies, en hebben Orisha's andere namen of betekenissen gekregen. Niettemin bestaan er aan de westelijke zijde van de Atlantische Oceaan nog delen van de oorspronkelijke traditie die in West-Afrika reeds verloren zijn gegaan.
Met de groeiende invloed van de Yorubastaten van de 14e tot de 18e eeuw, heeft de religie haar sporen nagelaten in religies in naburige gebieden. Het Koninkrijk Dahomey moest in het begin van de 18e eeuw zijn meerdere erkennen in de historische Yorubastaat Oyo. In de Voodooreligie, die beleden wordt in het gebied van het toenmalige Dahomey, zijn heden ten dage nog veel parallellen te vinden met de Yorubareligie.
De Amerikaanse deephouseproducer Osunlade is een aanhanger van de Yorubareligie. In zijn muziek refereert hij er ook regelmatig aan. 